# Estubeny
Estubeny è un comune spagnolo situato nella comunità autonoma Valenciana.